# Mnium arizonicum
Mnium arizonicum är en bladmossart som beskrevs av Johann Amann 1925. Mnium arizonicum ingår i släktet stjärnmossor, och familjen Mniaceae. Inga underarter finns listade i Catalogue of Life.